# Le Mythe de la 5ème île
Le Mythe de la 5ème île es una película del año 2007.

## Sinopsis
El documental explora el mito de la emigración. La curiosidad del actor principal le lleva a Londres, ciudad cosmopolita donde hace falta luchar para sobrevivir, antes de unirse a otras comunidades con horizontes muy diversos. ¿Por qué iba tanta gente de nacionalidades diferentes a ese trozo de tierra? ¿Buscaban algo mejor? ¿Una quinta isla?